# Indiens centrala reservpolis

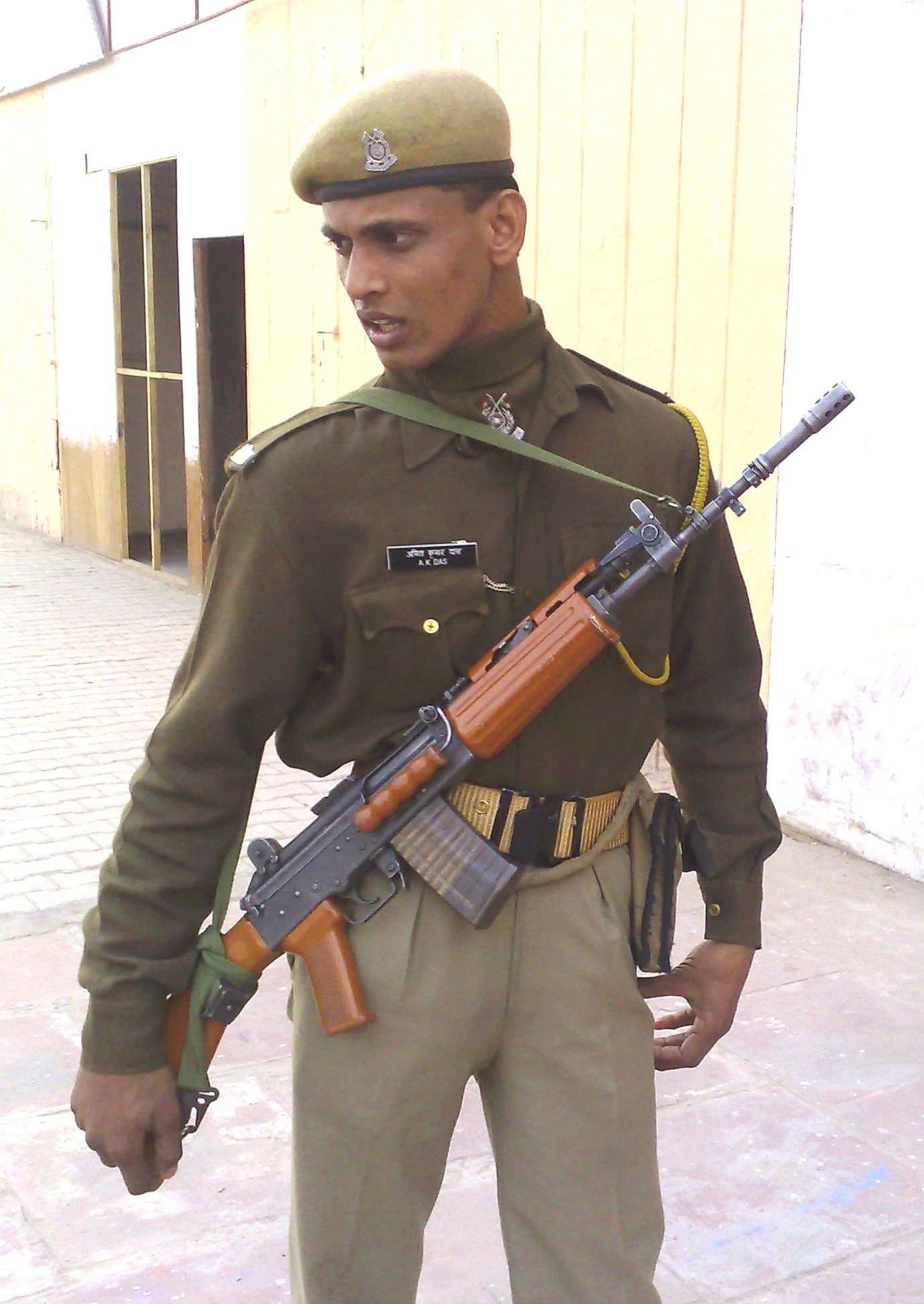
Konstapel från CRPF med automatkarbin INSAS 2010.

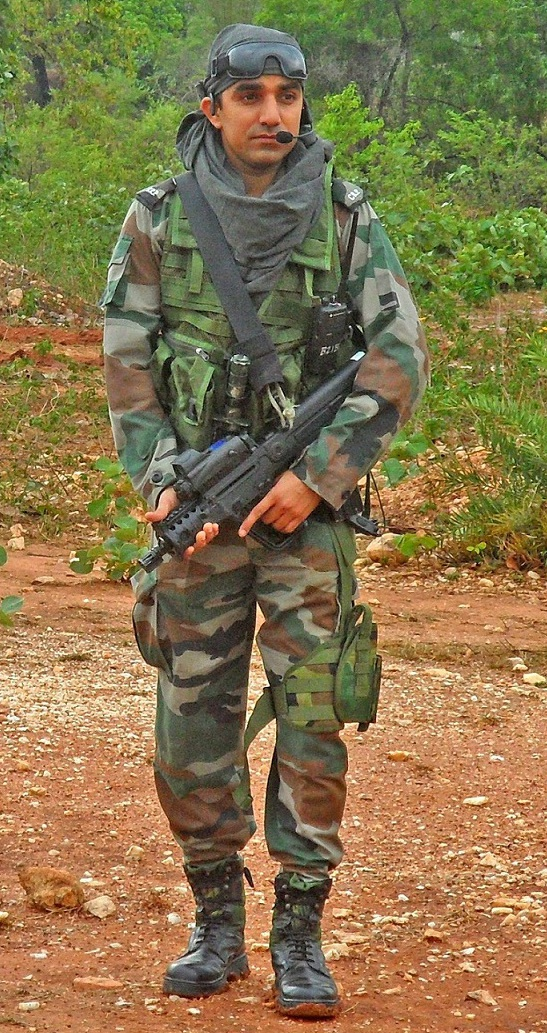
Officer vid en av CRPF:s insatsbataljoner.

Indiens centrala reservpolis (The central reserve police force (CRPF)), som bildades 1939, är centralregeringens paramilitära inrikestrupper med en personalstyrka om ca 300 000 polissoldater.

## Uppdrag
- Centralregeringens insatsreserv
- Bistå delstaterna med att upprätthålla ordning och säkerhet
- Bistå delstaterna med att återupprätta ordning och säkerhet
- Antigerillaoperationer
- Personskydd av centrala dignitärer
- Objektsskydd av centrala regeringsbyggnader och regeringsmedlemmars bostäder

Källa:

## Organisation
- 181 fältbataljoner
- 2 mahilabataljoner (kvinnliga poliser)
- 10 insatsbataljoner - kravallpolis (RAF)
- 6 insatsbataljoner - antiterrorism (CoBRA)
- 5 signalbataljoner
- 1 specialbataljon

Källa: 

## Grader
| Grader                       |
| ---------------------------- |
| Director General             |
| Additional Director General  |
| Inspector General            |
| Additional Inspector General |
| Commandant                   |
| Second-in-command            |
| Deputy Commandant            |
| Assistant Commandant         |
| Subedar Major                |
| Inspector                    |
| Sub-Inspector                |
| Assistant Sub-Inspector      |
| Head Constable               |
| Constable                    |
| Källa:                       |

## Vapen

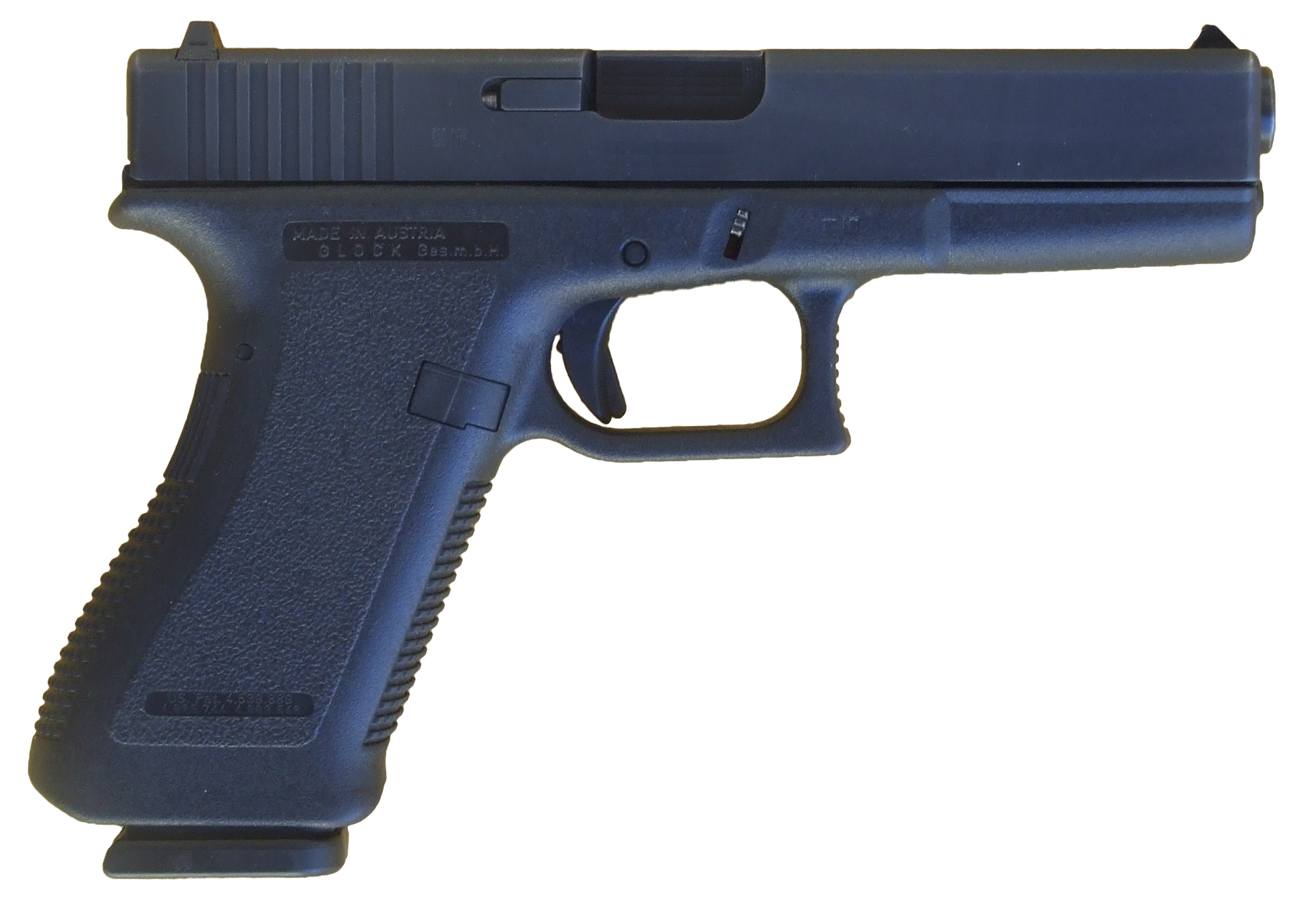
Automatpistol Glock 17.
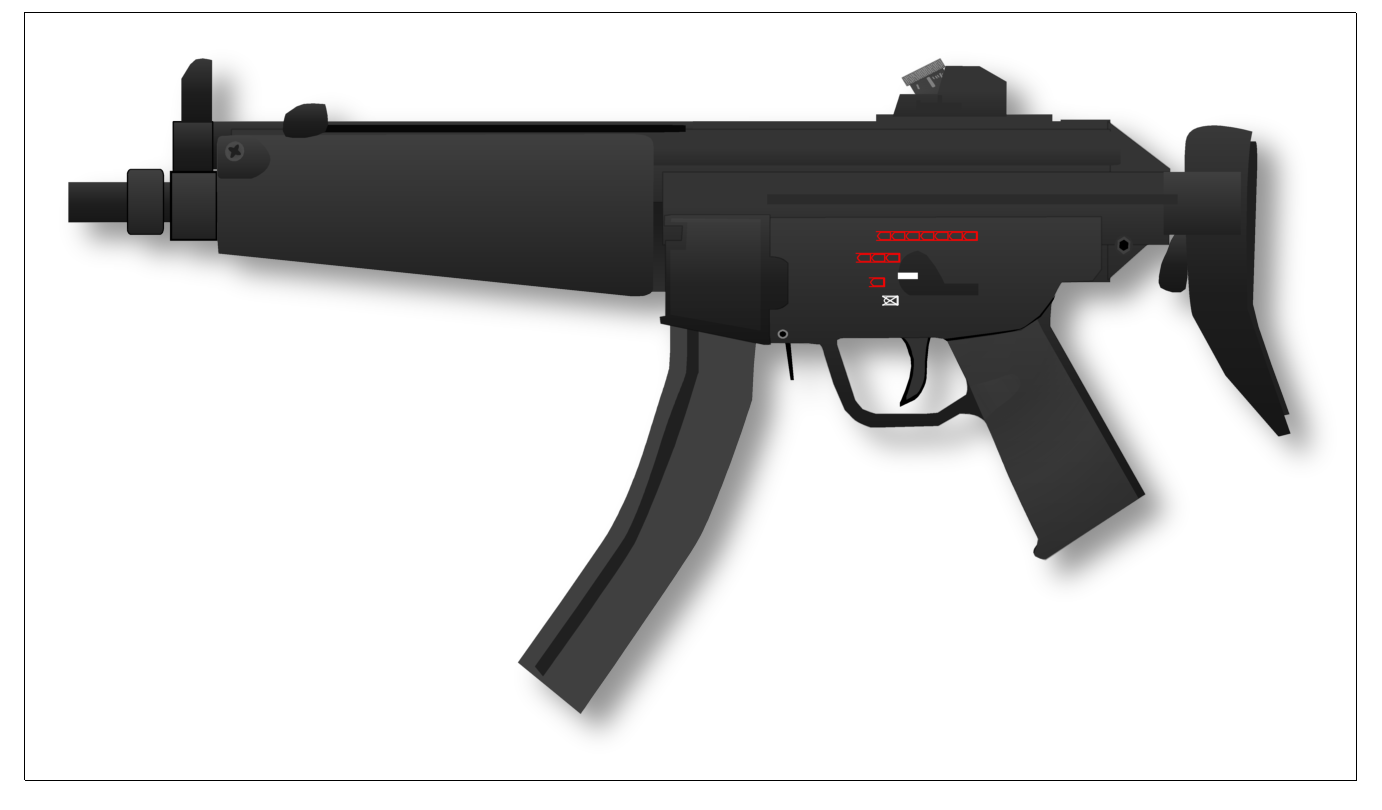
Kulsprutepistol Heckler & Koch MP5
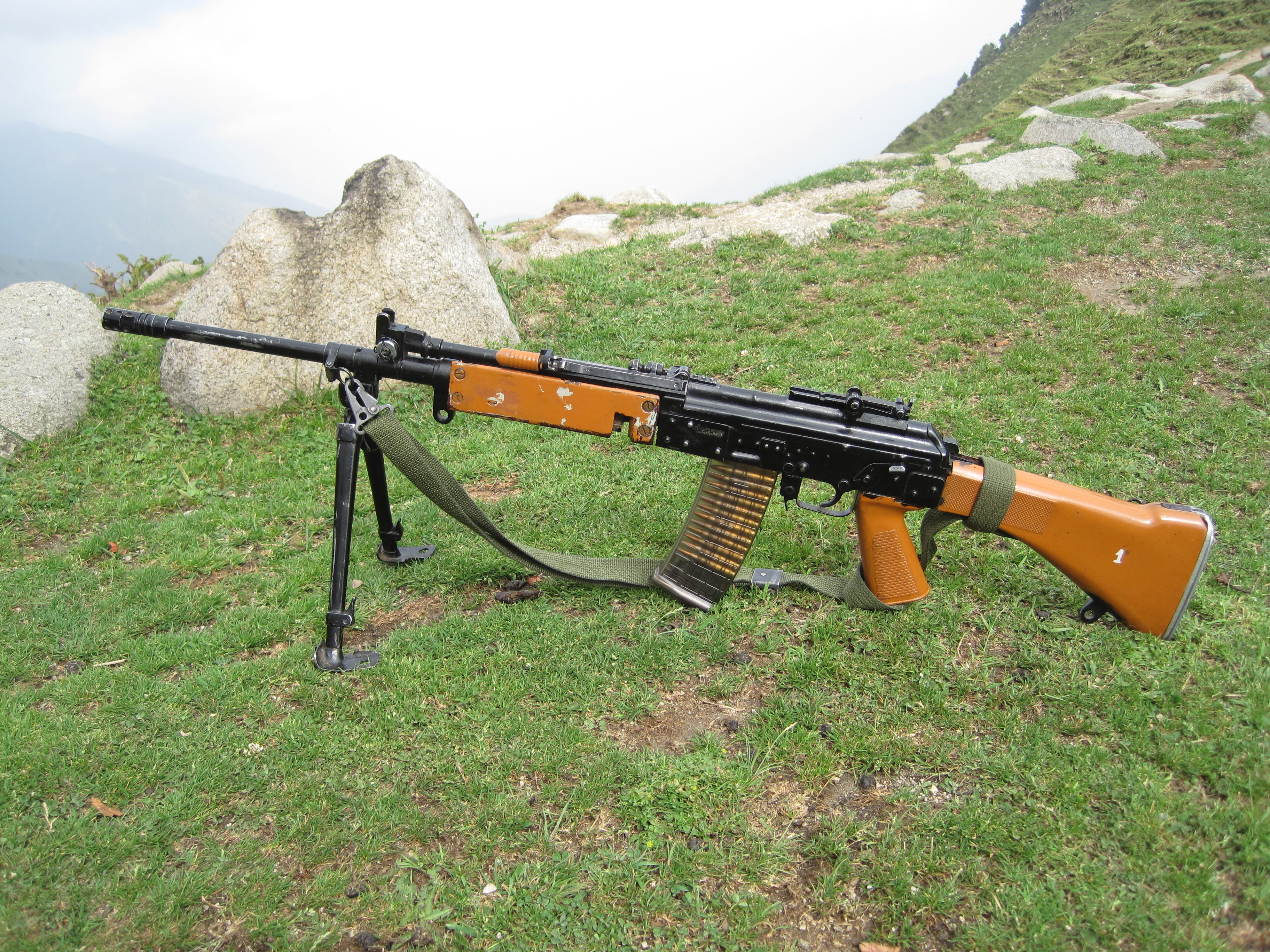
Automatkarbin och kulsprutegevär INSAS.
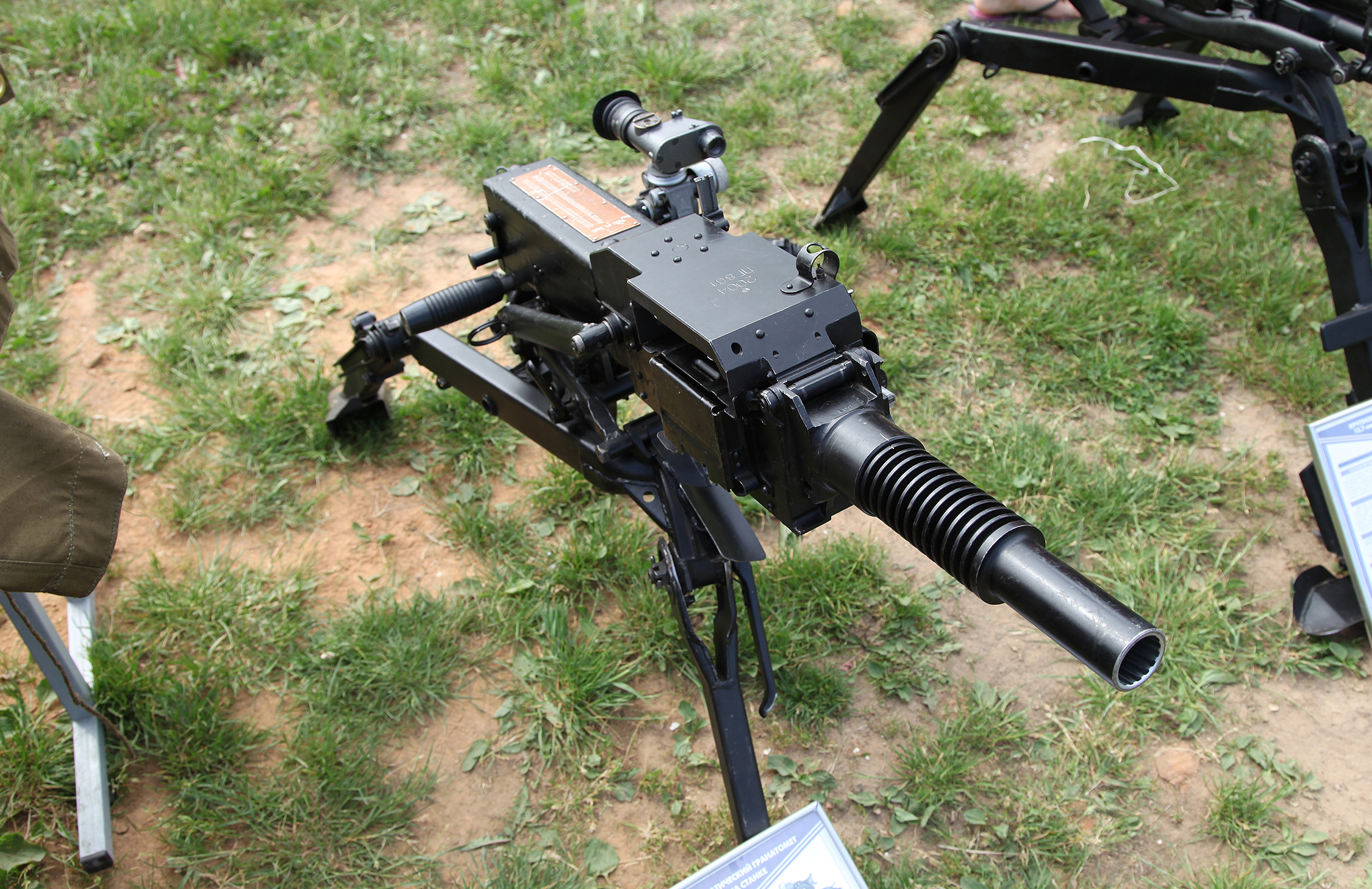
Granatspruta AGS-17.